# Serguéi Uvárov
El conde Serguéi Semiónovich Uvárov, en ruso: Серге́й Семёнович Ува́ров, (Moscú, 5 de septiembre de 1786 - ibid. 16 de septiembre de 1855) fue un erudito clásico, además de un importante político imperial durante el reinado del zar Nicolás I.
La uvarovita, el más raro de los granates, fue nombrada en su honor.
Su hijo, Alekséi Uvárov, cofundó la Sociedad Arqueológica Rusa y el Museo Estatal de Historia de Moscú.

## Biografía
Uvárov se casó por conveniencia con una rica heredera, con la que tuvo varios hijos, conectando con este matrimonio con la poderosa familia Razumovski. Sin embargo, su gran amor fue el guapo, aunque no muy brillante, príncipe Mijaíl Dondukov-Kórsakov.
Publicó una serie de trabajos sobre la literatura y la arqueología griega antigua, lo que lo llevó a tener renombre en toda Europa. Conservador confirmado, tenía amistad con Alexander von Humboldt, Madame de Staël, Goethe, el Príncipe de Ligne, Nikolái Karamzín y Vasili Zhukovski.
En 1811, fue elegido Honorable Miembro de la Academia de Ciencias de San Petersburgo y en 1818 fue nombrado presidente de la institución, cargo que mantendría hasta su muerte.

### Carrera política
Uvárov se desempeñó como diplomático (1806–1810) y presidió el distrito educacional de San Petersburgo (1811–1822). En 1932, fue nombrado viceministro de educación, sucediendo a su suegro, el conde Alekséi Kirílovich Razumovski,hermano de Andréi Razumovski. En su ministerio se rodeó de favoritos.
Como consecuencia de la Revuelta decembrista de 1825, el zar Nicolás I trató de proteger el status quo centralizando el sistema educativo. Quería neutralizar la amenaza que representaban las ideas extranjeras, que ridiculizaba como «pseudoconocimiento».
En 1833, Uvárov fue nombrado ministro de Instrucción Pública, a pesar de seguir promocionando discretamente la libertad y la autonomía académica, elevando los estándares académicos, mejorando las instalaciones y abriendo la educación superior a las clases medias. Hacia 1848, el zar, temiendo que las turbulencias políticas en Occidente pudiesen generar revueltas, acabó con las innovaciones de Uvárov.

## Ideología y pedagogía
En un informe, escrito en francés y presentado al emperador Nicolás I en 1833, el ministro de Instrucción Pública Serguéi Uvárov afirmó que la ideología de Estado del Imperio ruso debía sustentarse en «l'Orthodoxie, l'Autocratie et le Principe national», es decir «la Ortodoxia, la Autocracia y el Principio nacional». Dicho en ruso, «Православие, Самодержавие, Народность» o «Pravoslavie, Samoderzhavie, Naródnost».
Esta síntesis ideológica fue adoptada como una ideología fundamentada en la lealtad hacia la gobernación dinástica, a la tradicional fe religiosa y a la glorificación de la madre patria, en el sentido del espíritu del pueblo.
La tríada de Uvárov presentaba una clara antítesis del célebre lema de la Revolución francesa «Liberté, Égalité, Fraternité». Mientras en la primera mitad del siglo XIX, el Imperio ruso era un país agrario, el 90% de cuya población lo constituía el campesinado sometido a la servidumbre, privado de libertades individuales y derechos.

## Herencia de Uvárov en la Federación de Rusia
El 24 de noviembre de 2023, en San Petersburgo fue inaugurado un monumento a Serguéi Uvárov a las puertas de la Universidad Estatal de San Petersburgo, obra del escultor Salavat Scherbakov. En su discurso durante la ceremonia, el consejero del presidente de Rusia y presidente de la Sociedad Histórico-Militar de Rusia, Vladímir Medinski, declaró que «La ortodoxia para Uvárov no era una arcaica eclesial, sino una ideología estatal. La autocracia no era una idealización de la monarquía, sino la soberanía del Estado, el derecho a gestionarnos a nosotros mismos, a decidir por nosotros mismos cómo vivir. La nacionalidad [naródnost] no era el encandilamiento por [...] los kokoshniks y camisas bordadas, sino la confianza en las tradiciones nacionales, la propia cultura, identidad y los valores tradicionales. ¿Dónde está la apologética aquí? ¿Qué tiene de reaccionario? Esto es en lo que pensamos también hoy.»